# بنیتو دیاز
بنیتو دیاز (انگلیسی: Benito Díaz; ۱۷ ژوئیهٔ ۱۸۹۸ – ۱ آوریل ۱۹۹۰) بازیکن فوتبال اهل اسپانیا بود.
از باشگاه‌هایی که در آن بازی کرده‌است می‌توان به باشگاه فوتبال اتلتیکو مادرید و باشگاه فوتبال رئال سوسیداد اشاره کرد.